# Pressana
Pressana est une commune italienne de la province de Vérone dans la région Vénétie en Italie.

## Administration
| Période                                  | Période | Identité | Étiquette | Qualité |
| ---------------------------------------- | ------- | -------- | --------- | ------- |
|                                          |         |          |           |         |
| Les données manquantes sont à compléter. |         |          |           |         |

### Hameaux
Albero Piocioso, Bertolde, Caselle, Castelletto, Colombara, Crosare, Oca, Piovega, San Francesco, San Sebastiano, Vignaletto

### Communes limitrophes
Cologna Veneta, Minerbe, Montagnana, Roveredo di Guà, Veronella